# Rive-de-Gier
Rive-de-Gier este o comună în departamentul Loire din sud-estul Franței. În 2009 avea o populație de 15.295 de locuitori.

## Evoluția populației
| An        | 1975   | 1982   | 1990   | 1999   | 2006   | 2009   |
| --------- | ------ | ------ | ------ | ------ | ------ | ------ |
| Populație | 17.706 | 15.806 | 15.623 | 14.383 | 14.678 | 15.295 |